# Devil's Angels
Devil's Angels је амерички бајкерски филм из 1967. који је написао Чарлс Б. Грифит, а режирао Данијел Халер. У њему глуми Џон Касаветес.

## Радња
Коди (Џон Касаветис) и његова мотоциклистичка банда, Скалси, чују причу о томе како су Буч Касиди и његова група одметника живели на тајном месту званом Hole-in-the-Wall, где није било полиције. Инспирисан, Коди говори банди да ће сви отићи тамо да живе заувек.
Након што су ослободили свог пријатеља Фанкија из затвора, терорисали власника продавнице на бензинској пумпи и уништили камп-приколицу пару који је случајно оборио један од њихових мотора, стижу у градић Бруквил баш док траје годишњи пикник. Градоначелник, шериф и остали грађани одмах захтевају да напусте место. Међутим, шериф је попустљивији и договара се с Кодијем да могу да кампују на плажи ако обећају да ће ујутру отићи.
Локална девојка, фасцинирана мотоциклистима, придружује им се. У међувремену, градоначелник и остали становници сматрају да шериф није довољно способан да их заштити и инсистирају да бајкери буду протерани. Банда даје девојци дрогу и почиње да је додирује. Уплашена, она бежи. Градоначелник користи то као изговор да слаже шерифа да је девојка силована. Шериф хапси Кодија и тера остале да напусте град. Банда одлучује да потражи помоћ веће мотоциклистичке банде.
У међувремену, шериф схвата да је обманут и ослобађа Кодија. Поново са својом групом, Коди покушава да их наговори да наставе пут ка Хоул-ин-те-Волу, али они су решени да се врате у Бруквил како би се осветили.
Банда хвата девојку, њену породицу, градоначелника, једног угледног грађанина и шерифа и организује им лажно суђење. Градоначелник и његов пријатељ су осуђени на пребијање. Банда тврди да им „дугују” силовање и игноришу Кодијеве покушаје да их заустави. У међувремену, друга мотоциклистичка банда почиње да терорише град. Коди пита једног од својих људи где се налази Хоул-ин-те-Вол. Добија одговор да такво место не постоји и да је цела прича била измишљотина.
Покушава да наговори своју девојку да оде с њим, али она одбија. Коди скида своју јакну с ознакама банде, баца је на земљу и одлази. Док се вози, види полицију како улази у Бруквил да успостави ред.

## Улоге
- Џон Касаветес као Коди
- Беверли Адамс као Лин
- Мимзи Фармер као Маријан
- Лео Гордон као шериф Хендерсон
- Марк Кавел као Били „Кид“

## Производња
Снимање почиње у близини Поинт Фермина у Сан Педру, Калифорнија. Сцене укључују панорамски снимак плаже Кабриљо и вожње мотора северно и јужно Гафеј улицом, одмах испод горње резервације Форт Макартура, док Скулси крећу у потрагу за Хоул-ин-зе-Волом. Снимање је такође одржано у Патагонији, Аризона, и њеној околини.